# Guzek czołowy
Guzek czołowy (łac. tuberculum frontale) – guzek położony pośrodku czoła wielu gatunków pcheł.
Guzek ten może być trwały lub mieć możliwość odpadania. U innych gatunków zastąpiony jest zębem czołowym.